# Otto III van Brunswijk-Lüneburg
Otto III van Brunswijk-Lüneburg ook bekend als Otto I van Brunswijk-Harburg (24 augustus 1495 - Harburg, 11 augustus 1549) was van 1520 tot 1527 samen met zijn broer Ernst I hertog van Brunswijk-Lüneburg en van 1527 tot aan zijn dood hertog van Brunswijk-Harburg. Hij behoorde tot het huis Welfen.

## Levensloop
Otto was de oudste zoon van hertog Hendrik I van Brunswijk-Lüneburg en diens echtgenote Margaretha, dochter van keurvorst Ernst van Saksen. Net zoals zijn broers studeerde hij in de stad Wittenberg en raakte er onder de invloed van de hervormingsideeën van Maarten Luther. 
Nadat zijn vader in 1520 wegens een conflict met keizer Karel V aftrad als hertog van Brunswijk-Lüneburg en in ballingschap ging naar Parijs, namen Otto en zijn jongere broer Ernst I de regering van het diep in de schulden zittende hertogdom over.
Tijdens zijn bewind was Otto een drijvende kracht achter de introductie van de Reformatie in Brunswijk-Lüneburg. In 1527 trad hij af als hertog van Brunswijk-Lüneburg nadat hij een morganatisch huwelijk was aangegaan met Meta von Campe. Als compensatie kreeg hij de heerlijkheid Harburg toegewezen en vanaf dan liet Otto zich hertog van Brunswijk-Harburg noemen. In 1549 stierf hij.

## Huwelijk en nakomelingen
In 1527 huwde Otto met Meta von Campe (overleden in 1580). Ze kregen zeven kinderen, van wie er slechts twee de volwassen leeftijd bereikten:
- Anna (1526-1527)
- Otto (1527)
- Ernst (1527-1540)
- Otto II (1528-1603), hertog van Brunswijk-Harburg
- Frederik (1530-1533)
- Margaretha (1532-1539)
- Susanna (1536-1581)

## Voorouders
| Overgrootouders                             | Frederik II van Brunswijk-Lüneburg (1418-1478) ∞ Magdalena van Brandenburg (1412-1454) | Frederik II van Brunswijk-Lüneburg (1418-1478) ∞ Magdalena van Brandenburg (1412-1454) | Johan IV van Nassau-Dietz (1410-1475) x 1440 Maria van Loon-Heinsberg (1426-1502)   | Johan IV van Nassau-Dietz (1410-1475) x 1440 Maria van Loon-Heinsberg (1426-1502)   | Frederik II van Saksen (1412–1464) ∞ Margaretha van Oostenrijk (1416-1486)       | Frederik II van Saksen (1412–1464) ∞ Margaretha van Oostenrijk (1416-1486)       | Albrecht III van Beieren (1401-1460) ∞ Anna van Brunswijk-Grubenhagen (1415-1474) | Albrecht III van Beieren (1401-1460) ∞ Anna van Brunswijk-Grubenhagen (1415-1474) | Albrecht III van Beieren (1401-1460) ∞ Anna van Brunswijk-Grubenhagen (1415-1474) | Albrecht III van Beieren (1401-1460) ∞ Anna van Brunswijk-Grubenhagen (1415-1474) |
| Grootouders                                 | Otto II van Brunswijk-Lüneburg (1439-1471) ∞ Anna van Nassau-Dillenburg (1441-1513)    | Otto II van Brunswijk-Lüneburg (1439-1471) ∞ Anna van Nassau-Dillenburg (1441-1513)    | Otto II van Brunswijk-Lüneburg (1439-1471) ∞ Anna van Nassau-Dillenburg (1441-1513) | Otto II van Brunswijk-Lüneburg (1439-1471) ∞ Anna van Nassau-Dillenburg (1441-1513) | Ernst van Saksen (1431–1468) ∞ Elisabeth van Beieren (1443-1484)                 | Ernst van Saksen (1431–1468) ∞ Elisabeth van Beieren (1443-1484)                 | Ernst van Saksen (1431–1468) ∞ Elisabeth van Beieren (1443-1484)                  | Ernst van Saksen (1431–1468) ∞ Elisabeth van Beieren (1443-1484)                  |                                                                                   |                                                                                   |
| Ouders                                      | Hendrik I van Brunswijk-Lüneburg (1468-1532) ∞ Margaretha van Saksen (1469-1528)       | Hendrik I van Brunswijk-Lüneburg (1468-1532) ∞ Margaretha van Saksen (1469-1528)       | Hendrik I van Brunswijk-Lüneburg (1468-1532) ∞ Margaretha van Saksen (1469-1528)    | Hendrik I van Brunswijk-Lüneburg (1468-1532) ∞ Margaretha van Saksen (1469-1528)    | Hendrik I van Brunswijk-Lüneburg (1468-1532) ∞ Margaretha van Saksen (1469-1528) | Hendrik I van Brunswijk-Lüneburg (1468-1532) ∞ Margaretha van Saksen (1469-1528) | Hendrik I van Brunswijk-Lüneburg (1468-1532) ∞ Margaretha van Saksen (1469-1528)  | Hendrik I van Brunswijk-Lüneburg (1468-1532) ∞ Margaretha van Saksen (1469-1528)  |                                                                                   |                                                                                   |
| Otto III van Brunswijk-Lüneburg (1495-1549) |                                                                                        |                                                                                        |                                                                                     |                                                                                     |                                                                                  |                                                                                  |                                                                                   |                                                                                   |                                                                                   |                                                                                   |